# Elżbieta Burda
Elżbieta Burda (ur. 5 września 1904) – polska pielęgniarka, „Sprawiedliwa wśród Narodów Świata”.

## Życiorys
W trakcie II wojny światowej mieszkała w Białymstoku Po 22 czerwca 1941 r. miasto znalazło się pod okupacją niemiecką. Wówczas rozpoczęły się prześladowania ludności żydowskiej. Elżbieta Burda zaangażowała się w pomoc Żydom. Przemycała do getta lekarstwa, do których miała dostęp, gdyż była pielęgniarką. Dostarczała także żywność. Tym zaś z Żydów, którzy podjęli udaną próbę ucieczki, zapewniała tymczasowe schronienie we własnym mieszkaniu. Tam tez spotykali się żydowscy partyzanci, w tym ci zorganizowani wokół ruchu "Forojs" (Naprzód). Elżbieta Burda ukrywała u siebie i tym samym uratowała życie m.in. Efraimowi Nachimowiczowi (od listopada 1943 do lipca 1944) czy też Annie Myszkowskiej, której załatwiła fałszywe dokumenty.
23 lutego 1984 r. Instytut Jad Waszem uhonorował Elżbietę Burdę medalem „Sprawiedliwy wśród Narodów Świata”.